# 정태섭 (1900년)
정태섭(鄭泰燮, 1900년 3월 20일 ~ 1965년 8월 30일)은 대한제국 독립운동가이다.

## 생애

### 일생
경상남도 합천 출생이며 호는 장단(長湍)이다. 1906년 한성부 친척 집에 하숙하는 등 한성부에 유학을 하며 한성부 소재 한성재동보통학교 입학하여 1913년 동교 졸업하고 중앙보통고보 재학중 1919년 3월, 경성부(서울)의 3·1운동을 목격하고 경상남도 합천군(陜川郡)으로 독립선언서 약 500 여매를 가져와 비밀리에 합천군내 각 면에 배부하였다. 그는 1919년 3월 18일 이기복(李起馥) 등 동지 20여 명과 함께 경상남도 합천군 대병면 금곡리(金谷里) 소재 곽씨산정(郭氏山亭)에 모여 1919년 3월 20일 창리(倉里) 장날로 시위날을 잡았다. 또한 이렇게 1919년 3월 20일 창리 시장에서 2천여 명의 군중이 만세운동을 전개하는데 상당히 촉매 역할을 하였다. 먼 훗날 26년이 지난 1945년에 그는 경상남도 합천 대병면 금곡리에서 8·15(광복)를 목도하였으며 1947년 8월 8일부터 1948년 8월 21일까지 한국독립당 당무위원 등을 지냈다.

## 사후
대한민국 정부는 고인의 공훈을 기리고자 2009년 3월 1일을 기하여 대통령 표창장을 추서하였다.